# رتیل آذینی سری‌لانکا
رتیل آذینی سری‌لانکا (نام علمی: Poecilotheria fasciata) نام یک گونه از سرده عنکبوت‌های ببری است.